# 莫霍區

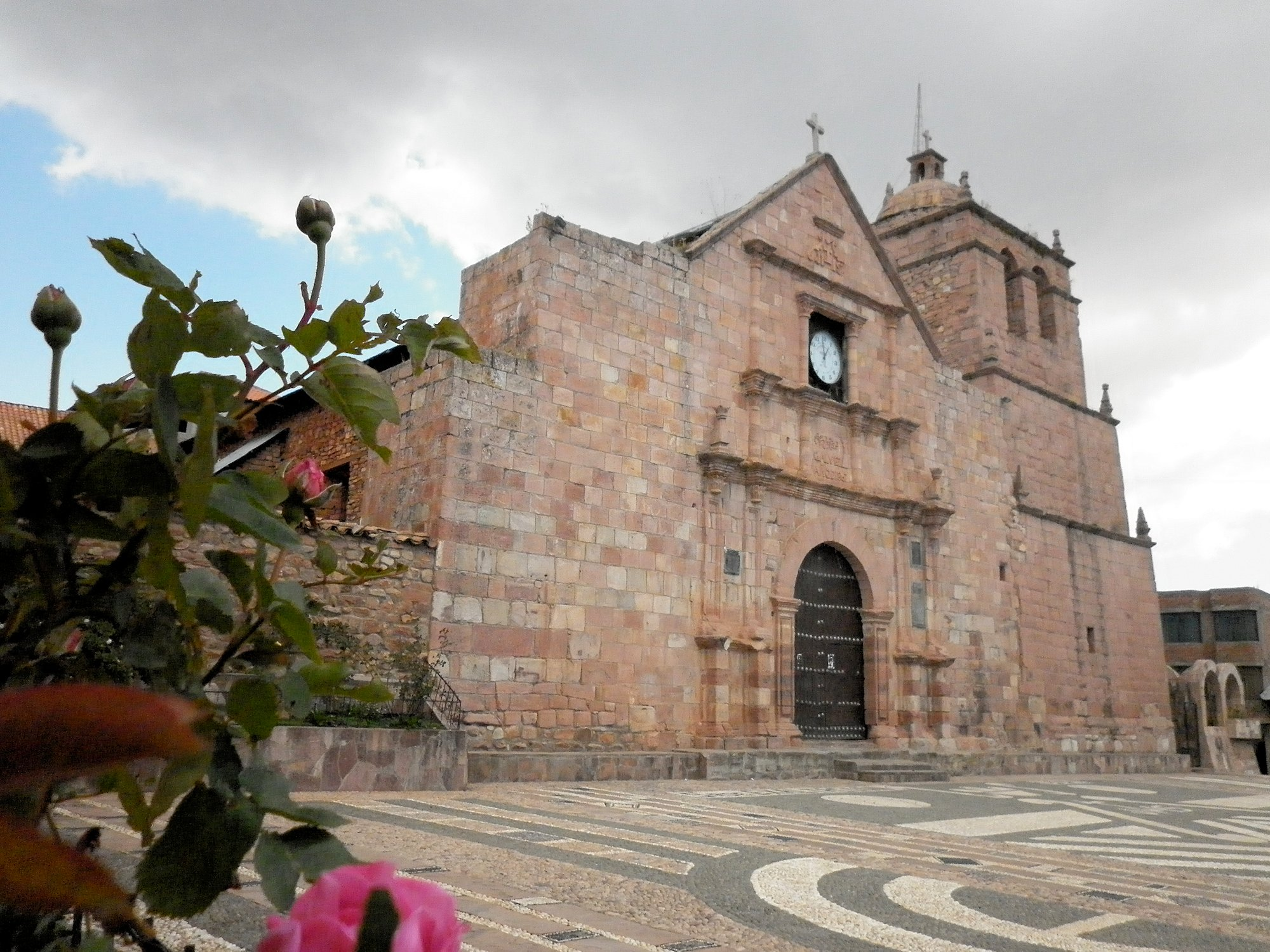

莫霍區（西班牙語：Distrito de Moho），是秘魯的一個區，位於該國東南部普諾大區的莫霍省，東面與玻利維亞接壤，面積495.8平方公里，海拔高度3,841米，2005年人口16,847，人口密度每平方公里34人。